# Đơn vị 684
Biệt đội 684 hay Đơn vị 684 là một đơn vị lính biệt kích của quân đội Hàn Quốc được thành lập vào năm 1968 và huấn luyện trên đảo Silmido. Đơn vị này có nhiệm vụ thâm nhập và ám sát các lãnh đạo của Bắc Triều Tiên sau khi kết thúc khóa huấn luyện nhằm đáp trả vụ tấn công Nhà Xanh trước đó của miền Bắc. Tuy nhiên, nhiệm vụ này về sau bị hủy bỏ do quan hệ liên Triều dần được cải thiện. Biệt đội 684 khi ấy đã nổi loạn, giết chết các sĩ quan chỉ huy và khống chế một chiếc xe buýt đi đến thủ đô Seoul. Tại đây, họ tiếp tục đụng độ với cảnh sát và quân đội. Phần lớn các thành viên của biệt đội bị bắn chết, những người sống sót còn lại bị bắt giữ, đưa ra xét xử tại tòa án binh và phải chịu án tử hình.